# 65e Legerkorps z.b.V.
Het Duitse 65e Legerkorps z.b.V. (Duits: Generalkommando LXV. Armeekorps zur besonderen Verwendung) was een Duits legerkorps van de Wehrmacht tijdens de Tweede Wereldoorlog. Het korps had geen troepeneenheden onder zich maar was speciaal opgezet om de inzet van vergeldingswapens (“V”) te beheren. 

## Krijgsgeschiedenis

### Oprichting
Het 65e Legerkorps z.b.V. werd opgericht op 22 november 1943.

### Inzet

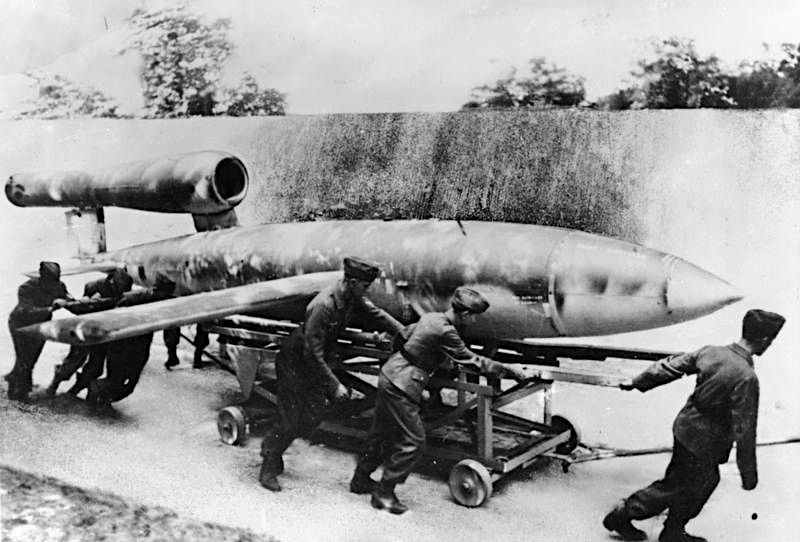
Een V1 wordt naar de lanceerpositie gerold

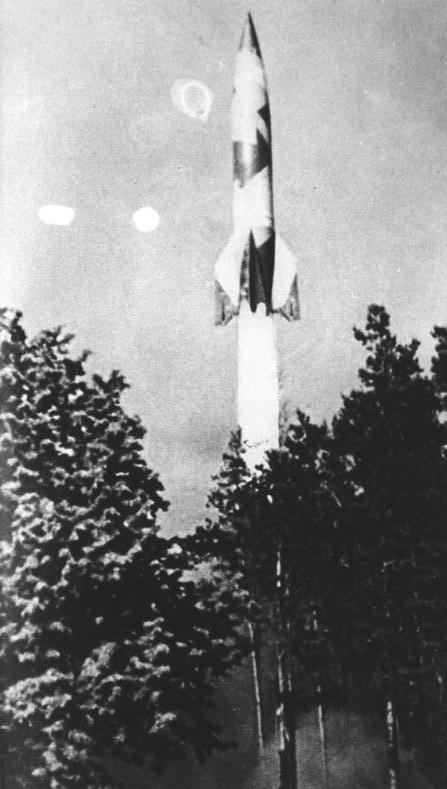
V2 na de start (mogelijk in Wassenaar)

Het bevel ter oprichting was van 22 november 1943 en deze staf zou op 15 december 1943 actief moeten zijn. Het korps werd verantwoordelijk voor de inzet van V-wapens. Het hiërarchische commandoniveau (korps) was logisch gezien het aantal eenheden onder bevel, maar ook vanwege het belang van deze opdracht, vandaar dat een Korpsstaf opgericht werd.
Het korps zou oorspronkelijk de leiding moeten hebben over: 
1. 2 FLAK-regimenten voor de inzet van de V1
2. ten minste één ander FLAK-regiment met 5-6 Abteilungen voor luchtafweer
3. qua grootte nog niet vastgelegd, maar in divisie-grootte geplande legereenheid voor de V2, en daarnaast zou een Höherer Artilleriekommandeur moeten worden toegevoegd. Hier manifesteerde zich een fundamentele denkfout, omdat het OKW de V1's en de V2's als zware artillerie wilde gebruiken, maar beide raketten waren absoluut niet geschikt voor deze rol vanwege technische problemen en de lanceringsonnauwkeurigheid (de V2 viel gemiddeld binnen een straal van 18 km rond het vooraf ingestelde doel). Beide raketten waren pure terreurwapens.
4. het korps zou ook alle langeafstandsartillerie aan Het Kanaal moeten beheren (inclusief die van de marine)
5. de Artillerie Abteilung 705, bedoeld voor het gebruik van de Hochdruckpumpe zou ook onder het korps gaan vallen, maar dit wapen was tijdens het bestaan van het Korps nooit gereed voor actie.

In werkelijkheid had het korps nooit de verantwoordelijkheid van alle langeafstandswapens, omdat de SS het commando over de V2’s naar zich toe getrokken had en de langeafstandskanonnen aan Het Kanaal na de landing in Normandië waardeloos werden.
Als gevolg van dit alles werd het korps op 12 september verdeeld in een Luftwaffe- en een Legerstaf. De eerste was verantwoordelijk voor het lanceren van de V1's, de tweede voor het zoeken naar en het bouwen van nieuwe lanceerposities. Op 20 oktober 1944 werden beide staven weer samengevoegd en 30e Legerkorps z.b.V (Nederlands: 30e Legerkorps voor speciale inzet) genoemd (als deknaam). Op 15  november 1944 werd dit korps de verantwoordelijkheid voor de V-wapens afgenomen en vervolgens ontbonden. Uit delen van het korps ontstond de staf van de 5e Flakdivisie (W) onder bevel van Oberst Walter, voorheen de stafchef van het korps. Deze divisie werd nu verantwoordelijk voor de V1 inzet. 

Het 65e Legerkorps z.b.V. werd dus op 20 oktober 1944 omgedoopt naar 30e Legerkorps z.b.V. en definitief ontbonden op 15 november 1944.

## Bovenliggende bevelslagen
| Leger                         | Legergroep     | Plaats/regio    | Begin          | Eind |
| ----------------------------- | -------------- | --------------- | -------------- | ---- |
| direct onder bevel            | Heeresgruppe D | Noord-Frankrijk | februari 1944  |      |
| direct onder bevel            | Heeresgruppe B | Noord-Frankrijk | maart 1944     |      |
| Befehlshaber des Ersatzheeres | --             | Bonn            | september 1944 |      |

## Commandanten
| Rang                   | Naam            | Begin            | Eind             |
| ---------------------- | --------------- | ---------------- | ---------------- |
| General der Artillerie | Erich Heinemann | 28 november 1943 | 15 november 1944 |